# Digitales Höhenmodell
Es gibt in der wissenschaftlichen Literatur keine allgemeingültige Definition der Begriffe digitales Höhenmodell (DHM) (englisch digital elevation model (DEM)) und digitales Geländemodell (DGM) (engl. digital terrain model (DTM)).

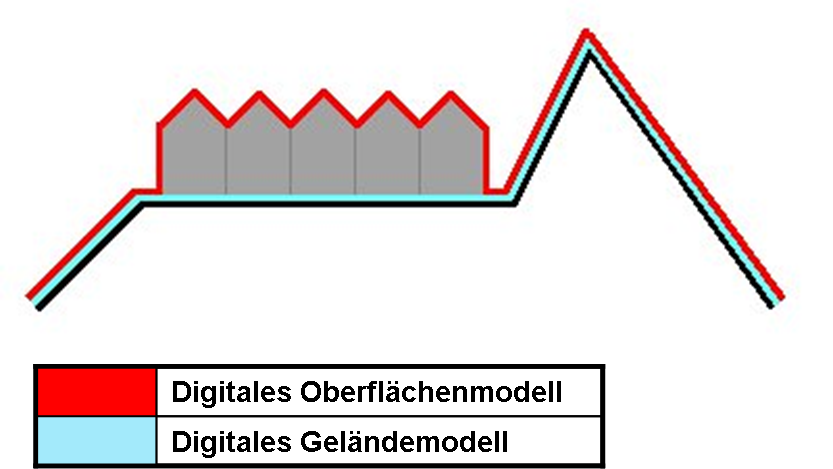
Repräsentierte Oberfläche eines DOMs (rot) und eines DGMs (türkis)

Das digitale Oberflächenmodell (DOM) (engl. digital surface model (DSM)) repräsentiert die Erdoberfläche (Grenzschicht Pedosphäre – Atmosphäre) samt allen darauf befindlichen Objekten (Bebauung, Straßen, Bewuchs, Gewässer usw.). Hingegen repräsentiert das digitale Geländemodell (DGM) die Erdoberfläche ohne Vegetation und Bauwerke (vgl. Li u. a. 2005, AdV 2004, siehe Abbildung).
Die Definitionen des Begriffes digitales Höhenmodell (DHM) unterscheiden sich stark bezüglich der repräsentierten Oberfläche. Im Folgenden wird näher auf einige Definitionen eingegangen.

## Definitionen

### Digitales Geländemodell

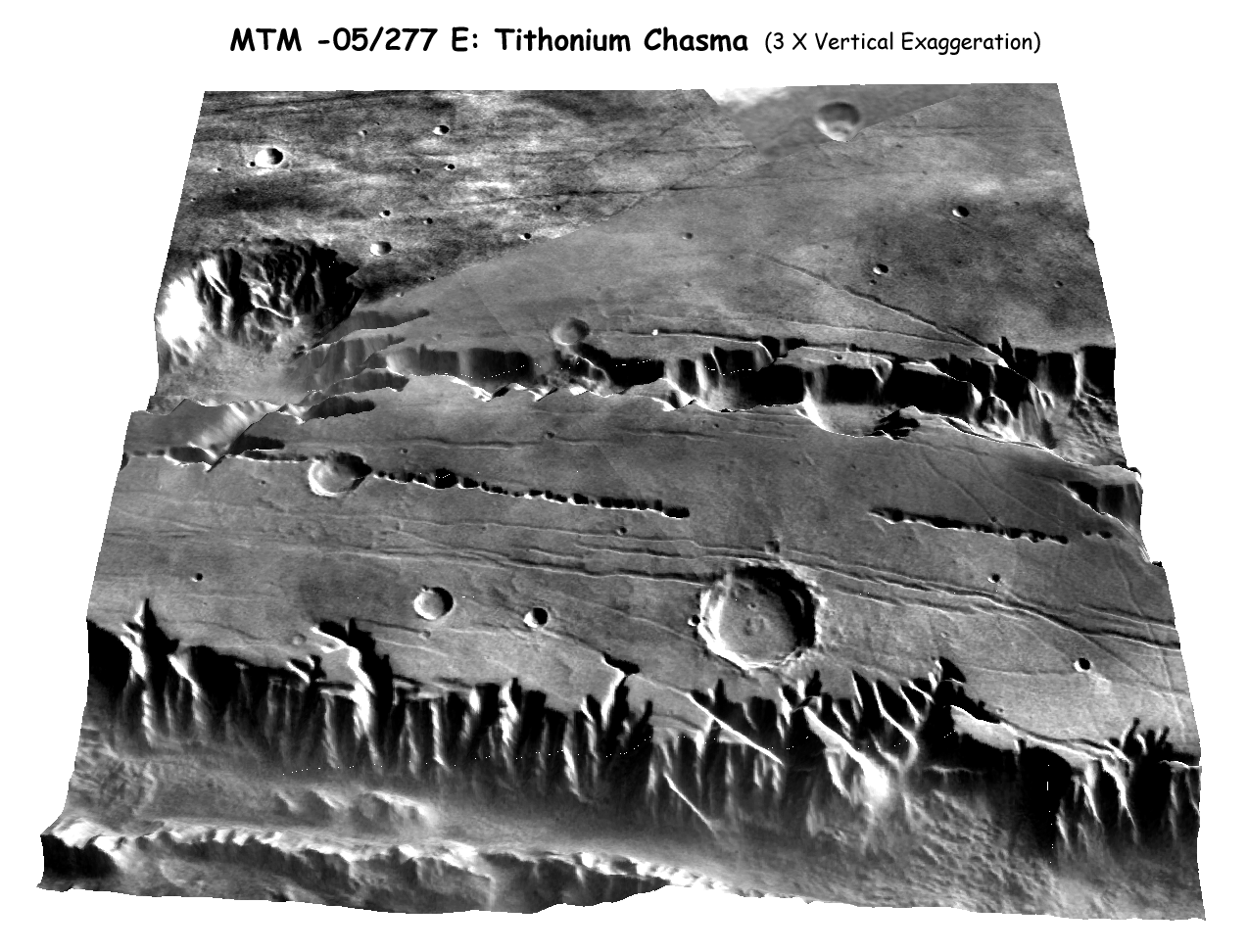
3D-Visualisierung eines digitalen Geländemodells am Beispiel einer Schlucht auf dem Mars

Dass sich der Begriff DGM auf die Erdoberfläche als Referenzoberfläche bezieht, ist in der Fachliteratur recht eindeutig. Darüber hinaus fordern einige Definitionen zusätzlich zu den Geländehöhen weitere Informationen über die Geländeoberfläche wie z. B. Geländekanten, Geripplinien, markante Höhenpunkte oder die Grundrisselemente mit Grundrissinformationen (vgl. ISO 18709-1, Bill 1999 und Li u. a. 2005).
Die Arbeitsgemeinschaft der Vermessungsverwaltungen der Länder der Bundesrepublik Deutschland (ADV 2004) definiert das DGM wie folgt:

„Datenbestand zur höhenmäßigen Beschreibung des Geländes. Es besteht aus regelmäßig oder unregelmäßig verteilten Geländepunkten, die die Höhenstruktur des Geländes hinreichend repräsentieren – optional ergänzt durch morphologische Strukturelemente (z. B. Geländekanten, markante Höhenpunkte).“

Durch Strukturinformationen (insbesondere Bruchkanten, Geripplinien, Umring und Aussparungsflächen oder Störungslinie (siehe Verwerfung (Geologie)) der Oberfläche; siehe Strukturlinie) können die unstetigen oder nicht monotonen Bereiche der Oberfläche im Modell beschrieben werden. Bruchkanten stellen Unstetigkeiten im Gefälle, also Geländeknicke, zwischen den Stützpunkten dar. Geripplinien sind die Kamm- und Tallinien.

### Digitales Höhenmodell

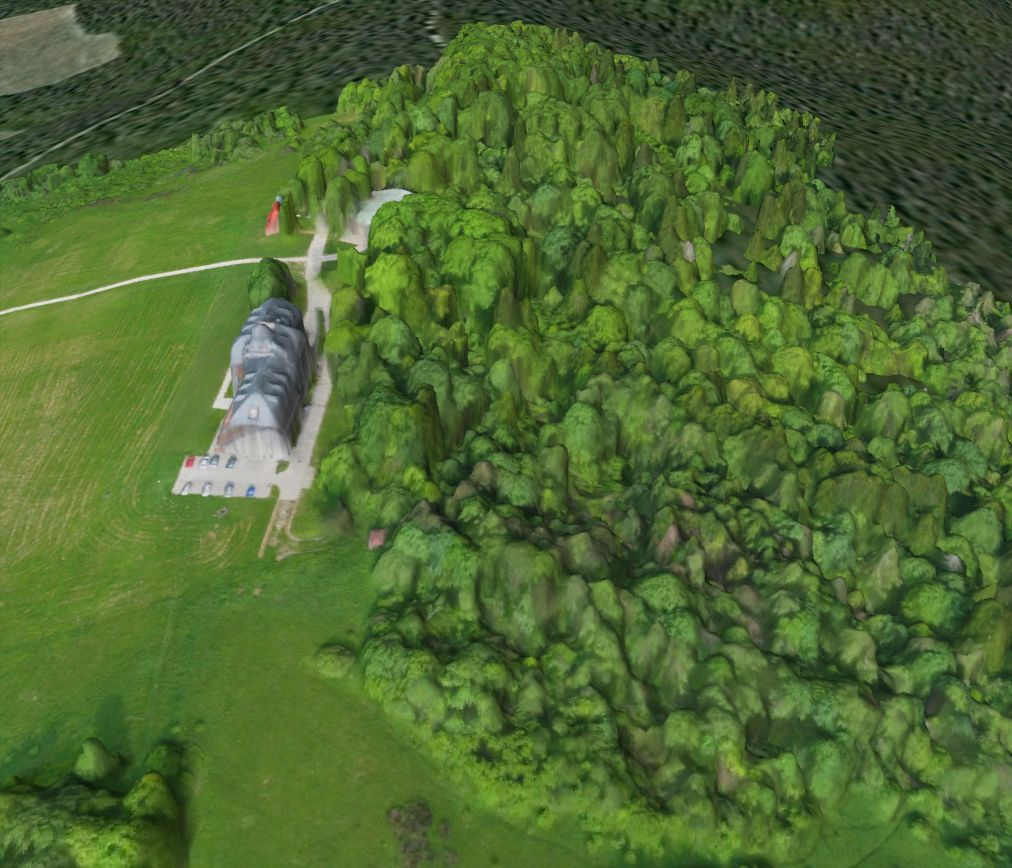
3D-Visualisierung eines digitalen Oberflächenmodells

Wesentlich widersprüchlicher ist die Definition des Begriffes digitales Höhenmodell (engl. digital elevation model). Hier gibt es neben regionalen und fachspezifischen Unterschieden auch Differenzen innerhalb der Fachdisziplinen. Der Begriff wird oft als Oberbegriff für digitale Geländemodelle und digitale Oberflächenmodelle benutzt (Peckham & Gyozo 2007, Hofmann 1986).
So z. B. von Geobasis NRW:

„DHM bezeichnen als Oberbegriff digitale Geländemodelle (DGM) und digitale Oberflächenmodelle (DOM).“

Diese Definition wird auch von den meisten Datenanbietern benutzt (USGS, ASTER-ERSDAC, CGIAR-CSI). Die bekannten fast globalen Höhendatensätze SRTM DEM und das ASTER GDEM sind de facto digitale Oberflächenmodelle.
Während der Shuttle Radar Topography Mission (SRTM) im Februar 2000 wurde ein fast globales Höhenmodell mit Hilfe des Synthetic Aperture Radar (SAR) Sensors bzw. der Radarinterferometrie geschaffen. Die SRTM-Daten sind gemeinfrei. Das auf optischen Fernerkundungsverfahren beruhende ASTER Global DEM steht für viele Zwecke kostenlos zur Verfügung (ASTER).
Andere Definitionen setzen das DHM mit dem DGM gleich (Podobnikar 2008), oder definieren das DGM als ein erweitertes DHM, das auch noch die Geländeformen beschreibt (Bruchkanten, Geripplinien etc.) (Graham u. a. 2007). So z. B. ISO 18709-1 (Begriffe, Kurzzeichen und Formelzeichen im Vermessungswesen – Teil 1: Allgemeines) (siehe Weblinks DIN):

„Es (das DGM, Anmerkung des Autors) besteht aus Höhenpunkten des DHM und ergänzenden Angaben (Geländekanten, markante Höhenpunkten).“

Ein, wenn auch nicht vollständiger, Überblick über die äußerst zahlreichen und unterschiedlichen Definitionen ist bei Li u. a. (2005) zu finden. Es ist im Einzelfall sehr genau zu prüfen, auf welche Oberfläche sich das Modell bezieht.

## Allgemeines

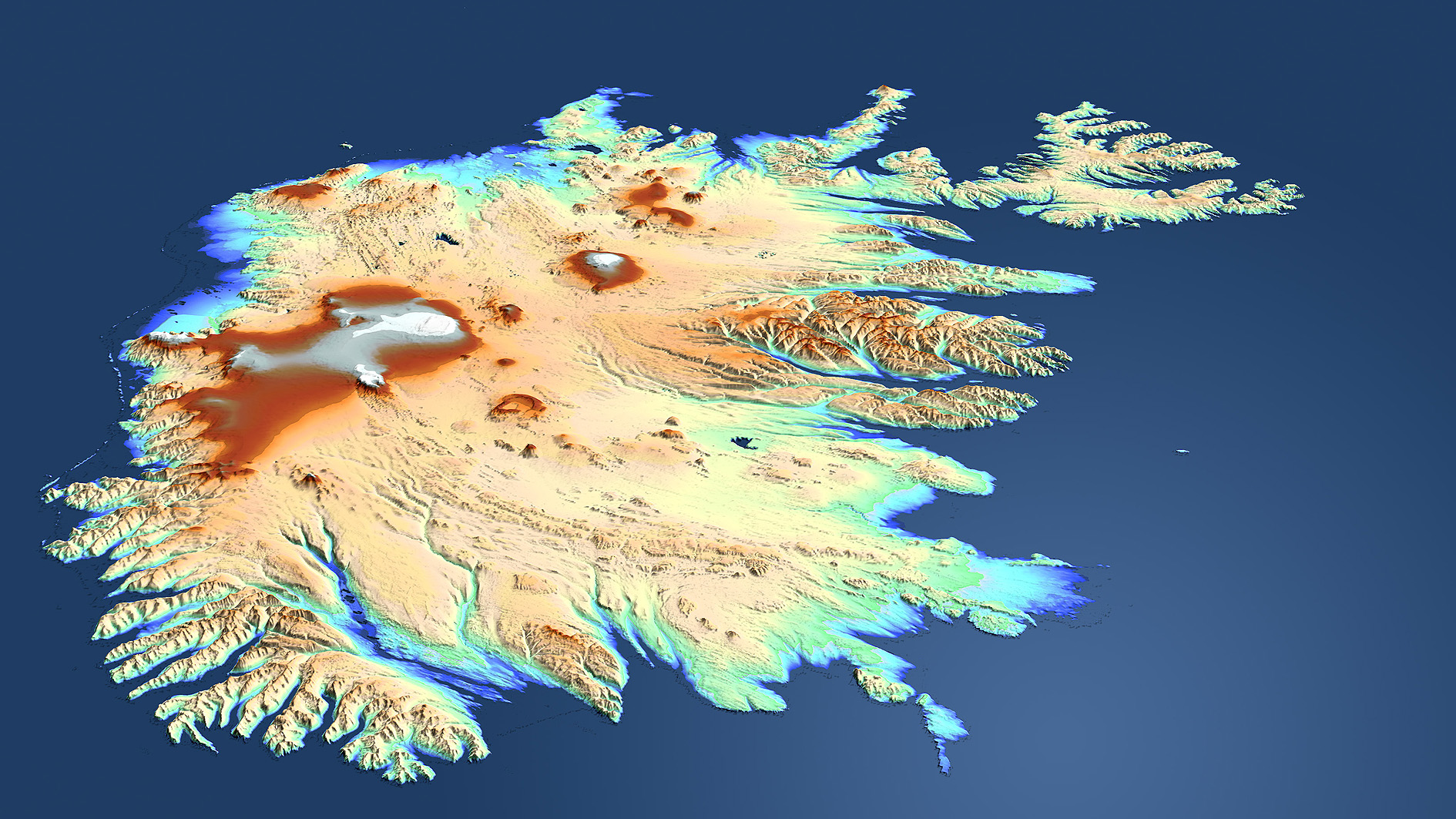
Deutsches Zentrum für Luft- und Raumfahrt (DLR): Höhenmodell Islands nach Satellitendaten (2012)

Im Folgenden wird der Begriff DHM als Oberbegriff für DGM und DOM benutzt. Digitale Höhenmodelle werden seit etwa 1980 in vielen Bereichen der Geowissenschaften und der Technik verwendet – unter anderem in der Geodäsie und Photogrammetrie für die Geländeaufnahme, im Bauwesen bei der Trassierung von Verkehrswegen, bei militärischen Aufgaben (z. B. Steuerung von Marschflugkörpern entlang der Erdoberfläche) bis hin zu Planung der Abwasser-Kanalisation. Neuerdings werden sogar Höhenmodelle anderer Planeten erstellt, wie es Radarsonden um Mars und Venus ermöglichen.

## Datenformate
Im Internet sind Definitionen zu finden, nach denen das DHM als Rasterdatenbestand definiert wird und das DGM als echtes dreidimensionales Modell (z. B. ein unregelmäßiges Dreiecksnetz der originalen Messpunkte; vgl. Weblinks Landslide Glossary USGS). Häufiger wird das Datenformat jedoch über die Begriffe primäres DHM und sekundäres DHM definiert (Toppe 1987). Um ein digitales Geländemodell zu erhalten, müssen bei Aufnahmeverfahren, die als Plattformen Flugobjekte oder Satelliten verwenden, zunächst die Objekte der Erdoberfläche (Häuser, Bäume etc.) über komplexe Algorithmen herausgefiltert werden (Li u. a. 2005).

### Primäre DHM

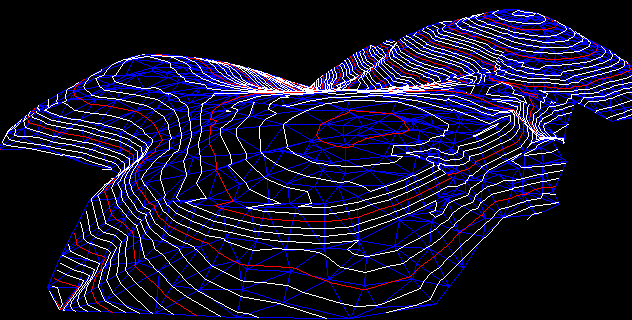
TIN (blau) mit überlagerten Höhenlinien

Bezüglich der Lage unregelmäßig angeordnete Stützpunkte sind typisch für gemessene bzw. primäre DHM, bei denen die Stützpunkte die originären Messdaten darstellen. Die Punkte werden zusammen mit den Strukturinformationen als Vektordaten gespeichert.
Die geläufigste Form ist das unregelmäßige Dreiecksnetz (engl. Triangulated Irregular Network, TIN). Beim TIN werden die Stützpunkte zu einem Dreiecksnetz verbunden. Die Oberfläche wird als Polyeder modelliert. Innerhalb eines Dreiecks kann die Höhe linear interpoliert werden.

### Sekundäre DHM
Eine regelmäßige gitterförmige Anordnung der Stützpunkte findet sich insbesondere bei gerechneten bzw. sekundären DHM. Hier spricht man auch von Gitter-DHM. Dabei legt man über das Gelände ein gleichmäßiges Gitter. Jedem Gitterpunkt wird ein Höhenwert zugeordnet. Für Gitter-DHM bietet sich das Rasterdatenformat an. Dabei können keine Strukturinformationen gespeichert werden. Höhen zwischen den Stützpunkten können mit Interpolationsverfahren der digitalen Bildverarbeitung berechnet werden (siehe z. B. bilineare Interpolation). Um die Oberfläche genau wiedergeben zu können, muss die Gitterweite so eng gewählt werden, dass markante Strukturen nicht durch das Raster fallen. Die Gitterweiten liegen lokal bzw. regional bei 2 bis 500 Metern, für globale Modelle bei 1 bis 5 km.

### Hybride DHM
Bei einem hybriden DHM handelt es sich um ein Gitter-DHM, dem Strukturinformationen in Form von zusätzlichen Punkten, Linien und Flächen beigegeben sind.

### bDOM
Das bildbasierte Digitale Oberflächenmodell bDOM bildet die Erdoberfläche und die darauf befindlichen Objekte wie z. B. Vegetation und Gebäude in Gitterform ab.

## Genauigkeiten

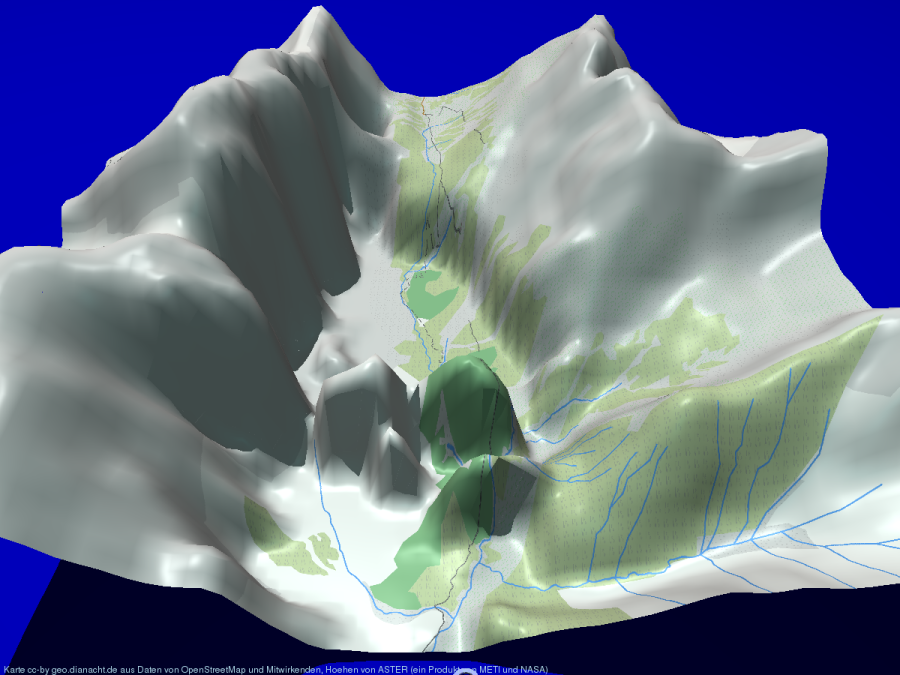
DEM des Vomper Lochs, basierend auf ASTER-Daten

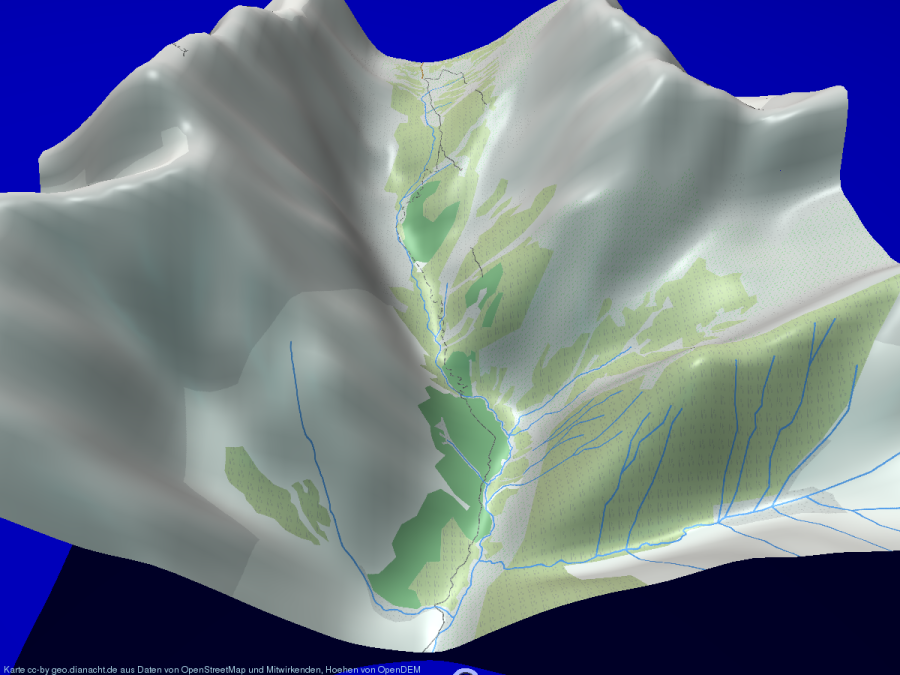
DEM des Vomper Lochs, basierend auf openDEM-Daten

Die Genauigkeit von DHM ist vor allem von der Aufnahmemethode, der Rasterweite und der Oberflächenrauhigkeit abhängig. Die Genauigkeit setzt sich aus einem Lage- und einem Höhengenauigkeitsanteil zusammen, wobei der Lageanteil von der Oberflächenneigung (tan α) abhängig ist. {\displaystyle \sigma _{H}=\sigma _{l}\cdot \tan \alpha +\sigma _{h}}.
Die mittleren Fehler belaufen sich – je nach Verwendungszweck und Preis der Modelle – von wenigen Zentimetern (z. B. für die Ermittlung von Überflutungsflächen im Zuge von Hochwasserschutzkonzepten) bis einige 100 Meter.
Die beiden Grafiken vergleichen das digitale Geländemodell des Vomper Lochs in den Alpen. Die obere Grafik basiert auf Daten von ASTER. Die Basis für das untere Bild bilden SRTM-Daten, die in der Bearbeitungsstufe von 2.1 frei vorliegen und durch das Projekt openDEM weiter aufbereitet wurden. Höhenartefakte als steil aufragende Bergformationen treten im ASTER-Bild deutlich hervor. Verursacht werden sie durch Abschattungen bei der Geländeaufnahme. Fehlende Höhenwerte wurden wegen fehlender Plausibilitätsanalysen durch heuristische Annahmen geschätzt. Die SRTM-Messwerte sind schlechter aufgelöst als die von ASTER. Da sie nachträglich mit anderen Informationen, beispielsweise durch Daten von OpenStreetMap, abgeglichen wurden, ist das Höhenprofil konsistent. Wasseroberflächen von Seen sollten eben sein. Abweichungen spiegeln unmittelbar die Streuung der Messwerte wider.